# Agardit
Az agardit rézlelőhelyek oxidációs rétegében fordul elő. Akkor keletkezik, ha az elsődleges ércekben (mint például a xenotimban) csekély mennyiségben ritkaföldfémek vannak jelen. Képlete: (Ce,La,Nd,Y,Ca)Cu6(AsO4)3(OH)6·3(H2O)
Először 1970-ben írták le őket a németországi Fekete-erdőben. Jules Agard francia geológusról nevezték el.
Sűrűsége
3,6-3,7
Fénye
Üvegfény
Hasadása
Nem felismerhető
Törése
Egyenetlen
Hajlíthatósága
Merev
Kristályformája
Hexagonális, tűszerű

## Hasonló ásványok
Az egyes agarditásványokat egyszerű eszközökkel csak nehezen lehet megkülönböztetni egymástól és a mixittől, egyébként nagyon jellegzetesek. A malachit sósavval érintkezve pezseg.